# Винявы
Винявы (укр. Віняви) — село в Пустомытовской городской общине Львовского района Львовской области Украины.
Население по переписи 2001 года составляло 17 человек. В 2021 году в селе проживало всего 3 человека. Почтовый индекс — 81162. Телефонный код — 3230.